# Maison au 8, rue Principale à Herrlisheim-près-Colmar
La maison au 8, rue Principale est un monument historique situé à Herrlisheim-près-Colmar, dans le département français du Haut-Rhin.

## Localisation
Ce bâtiment est situé au 8, rue Principale à Herrlisheim-près-Colmar.

## Historique
L'édifice fait l'objet d'une inscription au titre des monuments historiques depuis 1934.

## Architecture

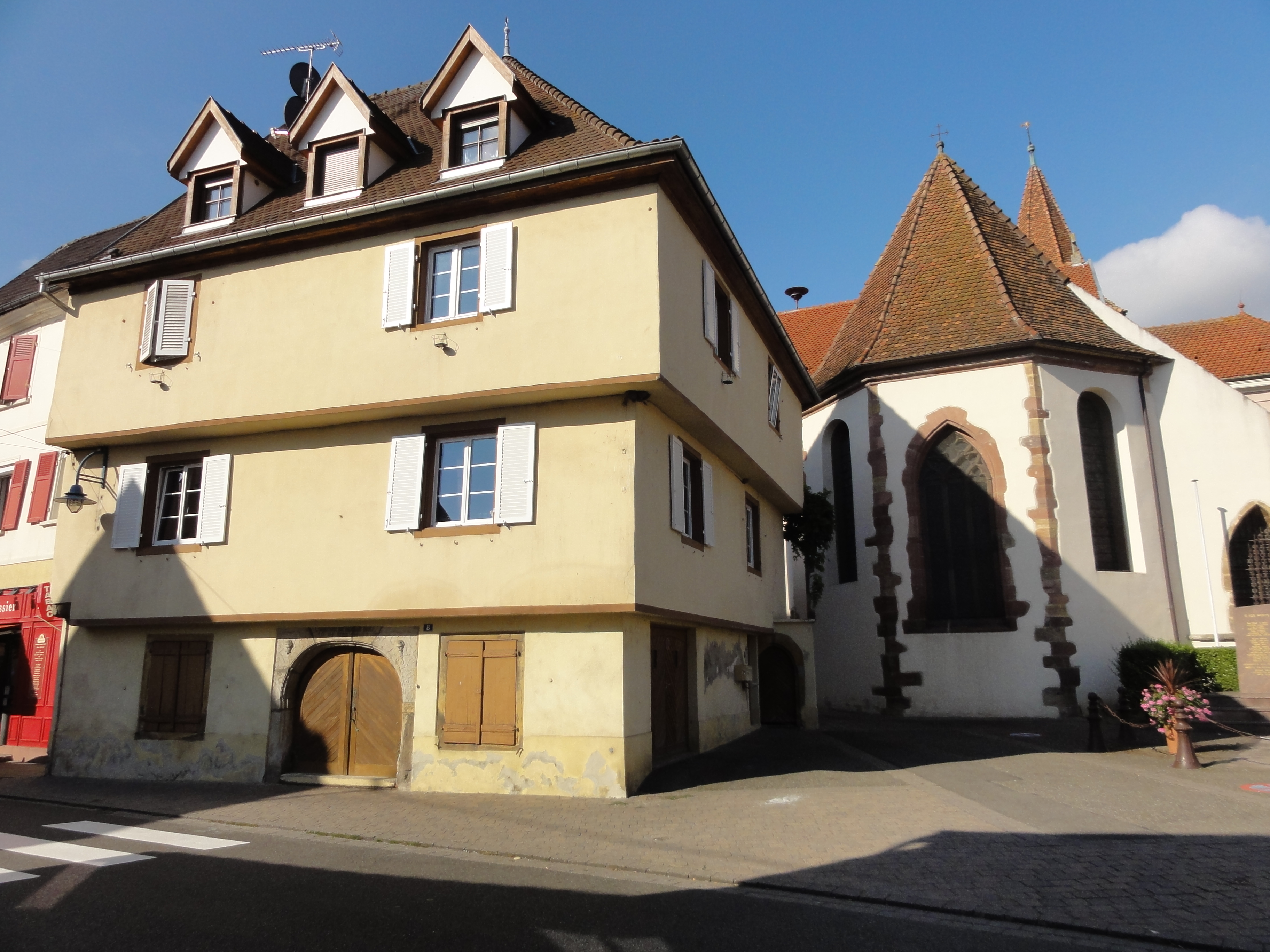